# Николаева, Александра Степановна
Александра Степановна Николаева — доярка колхоза «Дело Октября» Ижевского района Рязанской области, Герой Социалистического Труда.
Родилась 1 апреля (19 марта) 1912 года в деревне Кочемарские Выселки (Дворики) Касимовского уезда Рязанской губернии.
Там же окончила 3 класса начальной школы (1923) и до замужества (1929) работала в хозяйстве родителей.
В мае 1932 года поступила работать дояркой в колхоз «Дело Октября» (село Ижевское).
В 1937 году от каждой из 11 коров своей группы надоила в среднем по 2 500 килограммов молока (вдвое выше, чем в среднем по Рязанской области).
В 1939 году награждена своей первой наградой - Малой золотой медалью ВСХВ.
В 1947 году получила 3795 килограммов молока от коровы, в следующем году — 5124 кг (показатель в среднем по колхозу — 2301).
Указом Президиума Верховного Совета СССР от 9 мая 1949 года присвоено звание Героя Социалистического Труда.
В 1957 году надоила свыше 8000 кг молока на корову, в 1958 — 8190, в 1959 — 8236 (при ручной дойке).
С начала 1960-х гг. после перехода на механическое доение получала от своей группы надои более 5000 кг на корову.
Работала на ферме до 1977 года.
Умерла 20 марта 1980 года. Похоронена на кладбище села Ижевское Спасского района.
Награждена двумя орденами Ленина, (09.5.1949, 07.02.1957), двумя орденами Трудового Красного Знамени (17.8.1948, 22.3.1966), медалью «За трудовую доблесть» (08.01.1960), а также Большой и Малой золотыми и двумя бронзовыми медалями ВСХВ, Золотой большой и Малой серебряной медалями ВДНХ.